# Глинковское сельское поселение
Гли́нковское се́льское поселе́ние — муниципальное образование в составе Глинковского района Смоленской области России.
Административный центр — село Глинка.
Образовано законом от 2 декабря 2004 года.
Главой поселения и Главой администрации является Полуэктов Александр Алексеевич.

## Географические данные
- Общая площадь: 235,65 км²
- Расположение: центральная часть Глинковского района
- Граничит:
  - на севере — с Ромодановским сельским поселением
  - на северо-востоке — с  Дорогобужским районом
  - на востоке — с  Ельнинским районом
  - на юго-востоке — с Бердниковским сельским поселением
  - на юго-западе — с  Болтутинским сельским поселением
  - на западе — с  Белохолмским сельским поселением
  - на северо-западе — с  Доброминским сельским поселением
- По территории поселения проходит железная дорога Смоленск - Сухиничи, имеются станции: Глинка, о.п. 524-й км.
- По территории поселения проходит автодорога Р96 Новоалександровский(А101)- Спас-Деменск — Ельня —Починок.
- Крупные реки: Волость, Ужа, Устром.

## Население
| 2011  | 2012  | 2013  | 2014  | 2015  | 2016  | 2017  |
| ----- | ----- | ----- | ----- | ----- | ----- | ----- |
| 2774  | ↘2718 | ↘2639 | ↘2581 | ↘2511 | ↗2527 | ↘2502 |
| 2018  | 2019  | 2020  | 2021  |       |       |       |
| ↘2465 | ↘2376 | ↘2354 | ↘2002 |       |       |       |

## Населённые пункты
На территории поселения находятся 25 населённых пунктов:
| №  | Населённый пункт | Тип     | Население |
| -- | ---------------- | ------- | --------- |
| 1  | Бартеново        | деревня | 19        |
| 2  | Глинка           | село    | 1942      |
| 3  | Горавицы         | деревня | 0         |
| 4  | Долголядье       | деревня | 7         |
| 5  | Иваники          | деревня | 20        |
| 6  | Казанка          | деревня | 0         |
| 7  | Клоково          | деревня | 18        |
| 8  | Княжье Село      | деревня | 0         |
| 9  | Крашнево         | деревня | 3         |
| 10 | Лейкино          | деревня | 0         |
| 11 | Ляды             | деревня | 2         |
| 12 | Марьино          | деревня | 13        |
| 13 | Матрёнино        | деревня | 70        |
| 14 | Монино           | деревня | 0         |
| 15 | Николаевское     | деревня | 0         |
| 16 | Новая Буда       | деревня | 83        |
| 17 | Новая            | деревня | 28        |
| 18 | Новобрыкино      | деревня | 67        |
| 19 | Ново-Яковлевичи  | деревня | 167       |
| 20 | Панское          | деревня | 1         |
| 21 | Петропавловка    | деревня | 270       |
| 22 | Праслово         | деревня | 20        |
| 23 | Совкино          | деревня | 2         |
| 24 | Старое Брыкино   | деревня | 6         |
| 25 | Яковлево         | деревня | 58        |

Упразднённые 
- д. Лугиново